# Moschea di Divriği
La grande moschea di Divriği,  (turco:Divriği Ulu Cami ve Darüşşifası) venne costruita nel 1299 in un piccolo centro dell'Anatolia, a Divriği, oggi nella provincia turca di Sivas. L'architetto fu Hürremşah di Ahlat e la moschea venne eretta su ordine del sultano Mengüçoğlu Ahmet Şahn. Le iscrizioni contengono lodi al sultano seljukide Kayqubad I|Alaaddin Keykubat I.
La moschea, insieme al darüşşifa (ospedale), è stata inclusa nel 1985 dall'UNESCO tra i patrimoni dell'umanità grazie ai pregevoli intarsi e all'architettura ottomana. Viene considerato uno dei più importanti lavori trovati in Anatolia; le opere in rilievo con ornamenti floreali e geometrici, in particolare, attraggono turisti.

## Storia

### Background
La città di Divriği fu fondata nel IX secolo sotto il dominio bizantino, ma dopo la sconfitta dei bizantini nella battaglia di Manzikert (1071) fu occupata dalle tribù turche che si stabilirono nella regione. In questo periodo la regione dell'Anatolia venne governata da numerosi beilik in competizione tra loro, capeggiati da dinastie turche locali e propaggini della dinastia selgiuchide. Nel XII secolo, la dinastia Mengujekidi o Mengücek controllava Divriği e altre città vicine come Erzincan. Durante lo stesso secolo, dopo la morte dell'emiro İshak, la dinastia fu divisa in due rami, con uno che governava da Divriği mentre un altro ramo governava da Erzincan. I Mengujekidi erano imparentati per matrimonio con i Selgiuchidi di Konya e li riconobbero come loro protettori e alleati quando il Sultanato di Rum, governato da Konya, era all'apice del suo potere.

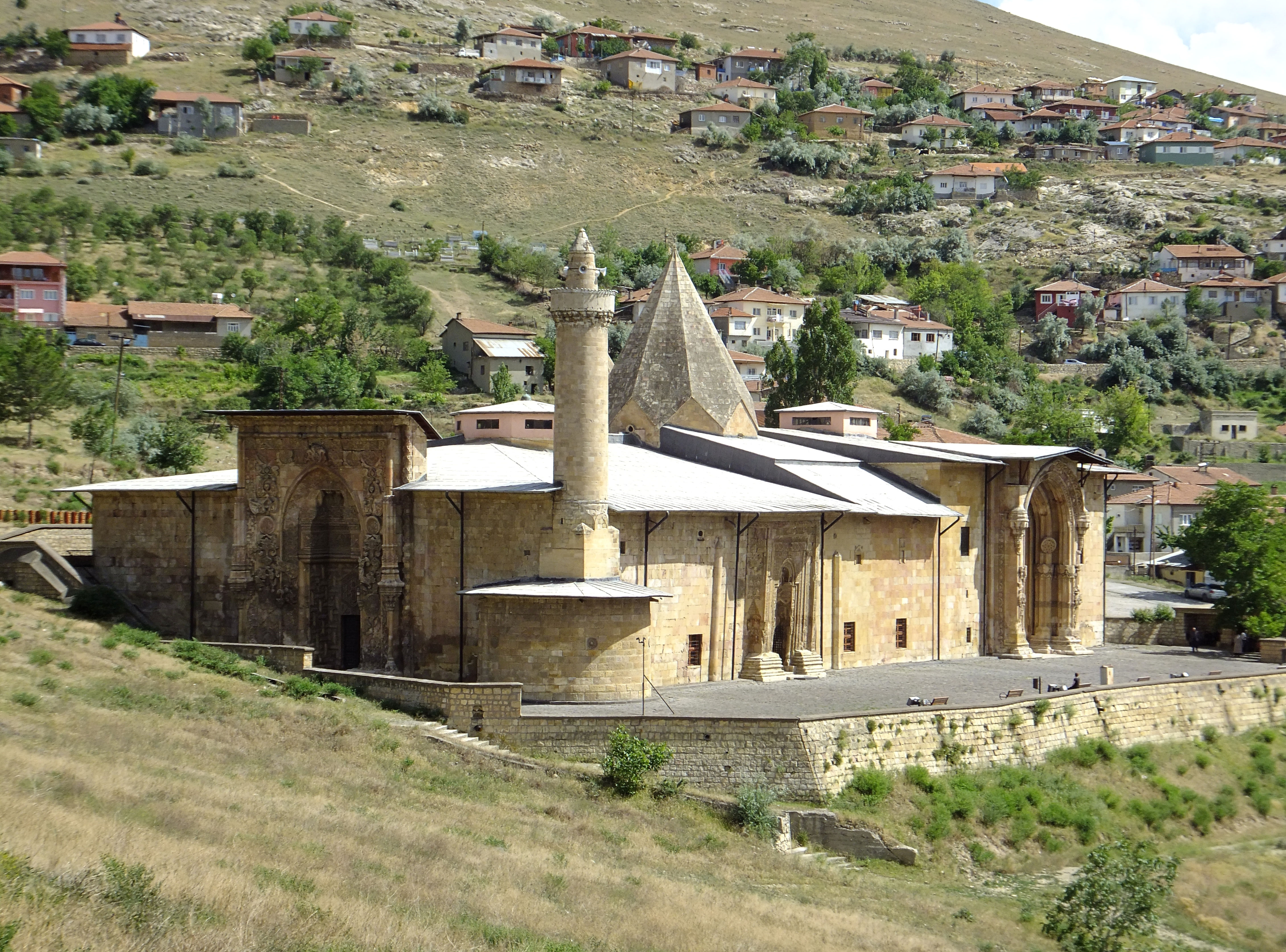
La moschea e il complesso ospedaliero, visti da nord, con la città alta di Divriği sullo sfondo (2014)

I sovrani Mengücek erano grandi mecenati delle arti, delle scienze e della letteratura. Lo storico dell'arte Doğan Kuban sostiene che questo potrebbe spiegare il motivo per cui un gruppo di artisti eccezionali, necessari per la costruzione della moschea e dell'ospedale, sarebbe stato presente in città in questo periodo. Egli nota anche che l'ambiente culturale in questa parte del mondo era all'epoca molto vario e dinamico. Vari gruppi di artigiani probabilmente viaggiarono per la regione e si spostarono da mecenate in mecenate, dando origine a uno stile architettonico eclettico che rifletteva influenze di luoghi e tradizioni diverse. Nel 2024, il sito è stato incluso nel Parco Nazionale di Divriği, di recente istituzione, rendendolo il 50° parco nazionale della Turchia. Questa designazione mira a preservare non solo il patrimonio architettonico della Grande Moschea e dell'Ospedale, ma anche il paesaggio circostante e la biodiversità della regione.

### Fondazione
Il portale nord della moschea riporta la data del 626 AH (1228-9) e il nome del suo patrono come Ahmadshāh ibn Sulaymān, che è uno dei sovrani del ramo Divriği dei Mengujekidi. L'iscrizione sul portale dell'ospedale descrive l'edificio come un dār al-shifā' ("casa di guarigione") e ne attribuisce la fondazione a Tūrān Malik bint Fakhr al-Dīn Bahramshāh. Fakhr al-Dīn Bahramshāh è il più noto sovrano mengujekid il cui regno, a Erzincan, durò quasi sessant'anni fino alla sua morte nel 1225. Sebbene si supponga spesso che Ahmadshāh e Tūrān Malik fossero sposati, non ci sono prove, iscrizioni o altro, che dimostrino una relazione matrimoniale tra questi due membri della famiglia reale Mengujekid.
Il nome dell'architetto capo è inciso all'interno sia della moschea che dell'ospedale ed è stato letto come Khurramshāh ibn Mughīth al-Khilātī. Il nome indica la sua origine nella città di Ahlat, conosciuta nelle fonti medievali come al-Khilāt.

### Restauri

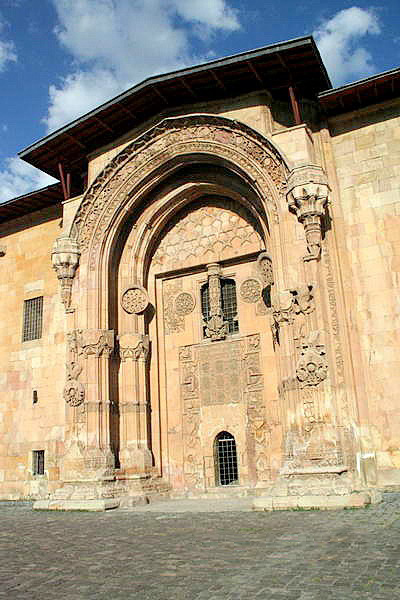
Il portone della moschea (2006)

Secondo le iscrizioni, il complesso è stato restaurato in modo significativo più volte tra il XV e il XIX secolo. Altri lavori di restauro sono stati eseguiti nel XX secolo per contrastare il deterioramento dei materiali e i problemi strutturali. Nel 2010 è stato deciso un altro importante processo di restauro. Dopo diversi anni di preparazione, i lavori di restauro sono iniziati nel 2015 quando si è tenuta la prima gara. Il progetto si è fermato e poi ripreso nel 2017, ma si è fermato di nuovo nel 2019 per motivi finanziari, anche se molte fasi del processo erano già state completate da allora. Nel 2021 è stata indetta una nuova gara d'appalto e nel febbraio 2022 sono ripresi i lavori per le ultime fasi del processo di restauro. La moschea è stata riaperta ai visitatori nel maggio 2024 dopo il completamento del progetto. La fase finale del restauro si è conclusa nel maggio 2024. L'intervento ha riguardato il rinforzo del minareto pendente con una struttura interna di sostegno in acciaio, il restauro della piscina del cortile dell'ospedale e della simbolica "Colonna dell'Equilibrio", nonché lo sviluppo del paesaggio circostante. Sono stati aggiunti oltre 10.000 m² di spazio verde e 6.370 m² di superfici pavimentate. Il progetto ha aderito ai principi di minimo intervento e compatibilità dei materiali, in linea con gli standard di conservazione dell'UNESCO. Dopo la riapertura, il sito ha attirato più di 150.000 visitatori entro la fine del 2024, indicando la sua crescente importanza nel turismo culturale.

## Architettura

### La moschea
Il portale nord, noto come "Porta del Cielo", presenta due motivi simbolici: una rosa, che si ritiene rappresenti il profeta Maometto, e un usignolo, che simboleggia l'amore divino. Questi riflettono l'ispirazione spirituale dietro la costruzione e sono unici all'interno della decorazione architettonica islamica.

#### Esterno
L'ingresso principale della moschea si trova sul lato settentrionale ed è contrassegnato da un alto portale che è celebrato per la qualità e la densità della sua scultura in pietra ad alto rilievo. Un ingresso sul lato occidentale potrebbe essere di data successiva, poiché questa facciata della moschea era crollata ed è stata ricostruita in una data successiva, quando è stata anche rafforzata da un contrafforte rotondo sull'angolo nord-occidentale. Un terzo ingresso alla moschea si trova sulla facciata orientale. Questo ingresso sembra essere servito come ingresso reale che dava accesso alla piattaforma di legno rialzata nell'angolo sud-est dell'interno della moschea, riservata al sovrano e al suo entourage. In alcune ore del giorno, soprattutto nel tardo pomeriggio, sul portale nord della moschea appare un'ombra simile a una figura umana in piedi. La gente del posto crede che rappresenti una persona in preghiera o che legge il Corano. Questo fenomeno, causato dalle incisioni in altorilievo e dall'angolo della luce solare, è diventato parte delle tradizioni orali e della mistica del sito.